# Sylvie Gorczewski
Sylvie Gorczewski, coniugata Binet (Briey, 18 dicembre 1958), è un'ex cestista francese.

## Carriera
Con la Francia ha disputato i Campionati europei del 1980.